# Fontana di piazza Mastai
La fontana di piazza Mastai si trova a Roma, al centro dell'omonima piazza.

## Storia
Dopo il periodo risorgimentale in cui l'attività dei fontanieri romani si era interrotta, sia per cause di forza maggiore che per un diminuito interesse alle realizzazioni di quel tipo, di cui la città era ben fornita, mentre nel 1860 veniva dichiarata ufficialmente l'unità d'Italia, il papa Pio IX commissionò all'architetto Antonio Sarti il grande palazzo destinato ad ospitare la manifattura dei tabacchi, che doveva essere realizzato nel quartiere di Trastevere.
Il palazzo prevedeva anche la realizzazione di una piazza antistante, che ne avrebbe dovuto far risaltare l'imponenza, con tanto di fontana ornamentale, in travertino, circondata da un'area verde. Per una simile impresa l'architetto Andrea Busiri Vici dovette far posto all'intero complesso, demolendo tutta un'area occupata da vecchie casupole popolari. Si sarebbe trattato della prima fontana monumentale costruita nel quartiere di Trastevere dopo la realizzazione, all'inizio del XVII secolo, della grande mostra dell’Acqua Paola sul Gianicolo. La stessa Acqua Paola, che forniva l'approvvigionamento idrico  ai quartieri sul lato destro del Tevere, assicurava l'alimentazione della fontana.Forse perché particolarmente occupato nella realizzazione del progetto più ampio di ristrutturazione dell'intera area, o perché non eccessivamente portato per le fontane, ne risultò una fontana dalle marcate caratteristiche cinquecentesche, del tutto analoga alle più classiche realizzazioni dellaportiane, con suggerimenti di altri fontanieri dell'epoca.

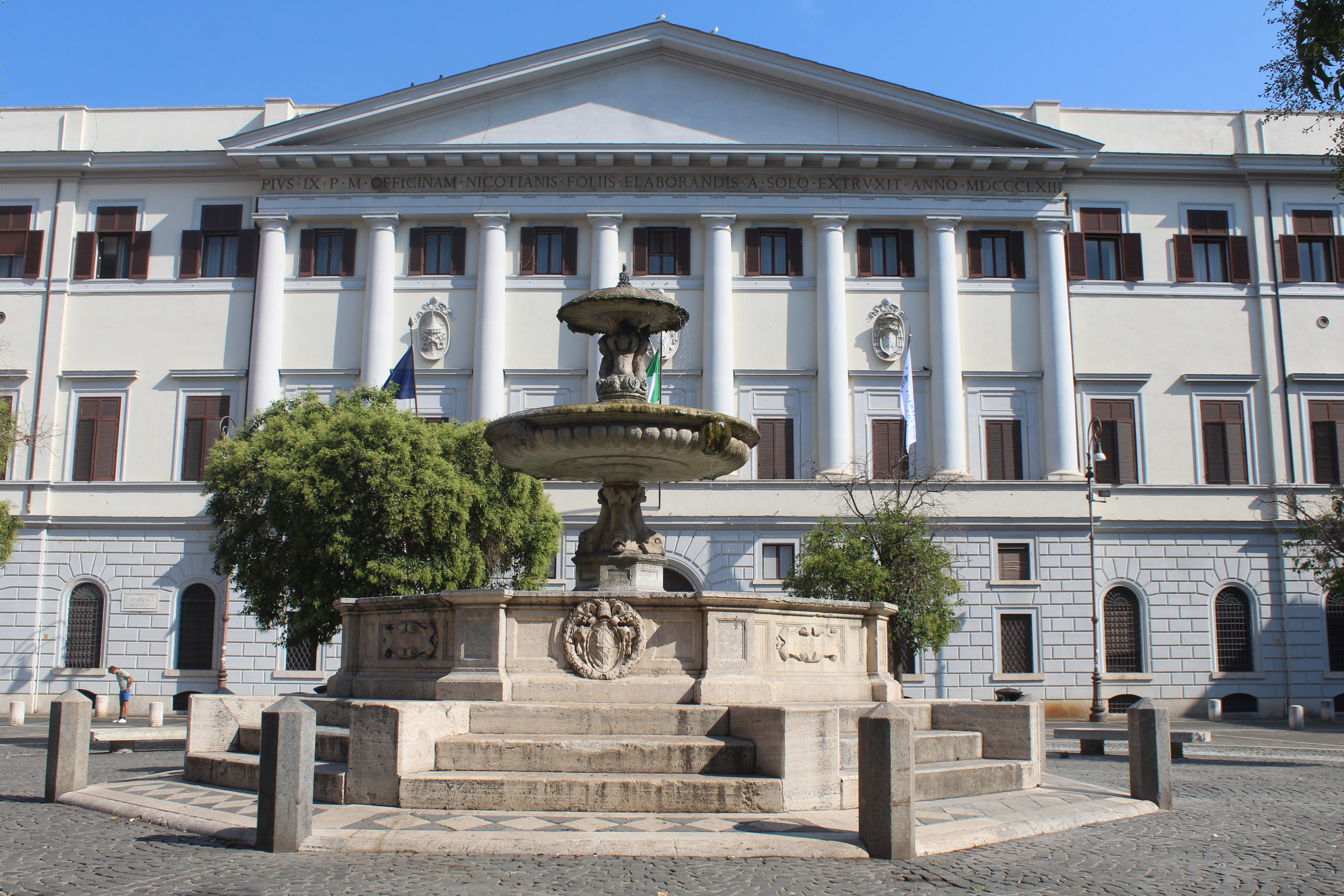
La fontana di piazza Mastai. Sullo sfondo il palazzo della manifattura dei tabacchi

La vasca principale, ottagonale con i lati verticali, è posta su una rampa anch'essa ottagonale di tre alti gradini. Le specchiature dei lati della vasca sono decorate con lo stemma araldico del pontefice alternato a cartigli ornamentali con il nome del papa e la data del 1865, anno di ultimazione dell'opera. Al centro, un balaustro ottagonale sostiene quattro delfini dalle code incrociate sui quali poggia un catino circolare e poco profondo, dal quale l'acqua precipita fuoriuscendo dalle fauci di quattro leoni scolpiti nella parte inferiore. Un ulteriore piccolo balaustro centrale, nella vasca superiore, è composto da quattro putti che sorreggono l'elemento sommitale dal quale zampilla l'acqua. È questo l'unico elemento di ispirazione non dellaportiana, ma piuttosto maderniana: si tratta infatti di una piccola tazza rovesciata, con la parte superiore lavorata a scaglie, molto simile, a parte le dimensioni, all'elemento sommitale delle fontane di piazza San Pietro.
L'ultimo restauro risale al 1996, quando venne effettuata anche una sistemazione della piazza. Il precedente intervento, del 1959, su una fontana gravemente degradata, che prevedeva anche la sostituzione di alcune parti mancanti, era stato realizzato solo in parte.